# Parti démocrate magyar de Voïvodine
Le Parti démocrate magyar de Voïvodine (en serbe : Демократска странка војвођанских Мађара et Demokratska stranka vojvođanskih Mađara, DSVM ; en hongrois : Vajdasági Magyar Demokrata Párt, VMDP) est un parti politique qui défend la minorité magyare de la province autonome de Voïvodine, en Serbie. Il est dirigé par András Ágoston. 
Le Parti démocratique des Hongrois de Voïvodine est un parti conservateur. Aux élections provinciales de 2004, il a obtenu 1 siège à l'Assemblée de la province autonome de Voïvodine à Novi Sad. À l'élection présidentielle serbe de 2008, il a apporté son soutien au candidat István Pásztor.